# HMS Eggesford (L15)
Le HMS Eggesford (pennant number L15) est un destroyer d'escorte de classe Hunt de type III construit pour la Royal Navy pendant la Seconde Guerre mondiale

## Construction
Le Eggesford est commandé le 28 juillet 1940 dans le cadre du programme d'urgence de la guerre de 1940 pour le chantier naval de J. Samuel White & Co. de Cowes sur l'Ile de Wight en Angleterre sous le numéro J6126. La pose de la quille est effectuée le 23 juin 1941, le Eggesford est lancé le 12 septembre 1942 et mis en service le 21 janvier 1943.
Il est parrainé par la communauté civile de South Molton dans le comté de Devonshire pendant la campagne nationale du Warship Week (semaine des navires de guerre) en mars 1942.
Les navires de classe Hunt sont censés répondre au besoin de la Royal Navy d'avoir un grand nombre de petits navires de type destroyer capables à la fois d'escorter des convois et d'opérer avec la flotte. Les Hunt de type III se distinguent des navires précédents type I et II par l'ajout de 2 tubes lance-torpilles au milieu du navire. Pour compenser le poids des tubes lance-torpilles, seuls 2 supports de canons jumeaux de 4 pouces ont été installés, le canon en position "Y" a été retiré, le projecteur étant déplacé vers le pont arrière de l'abri en conséquence. Les Hunt de type III pouvaient être facilement identifiés car ils avaient une cheminée droite avec un sommet incliné et le mât n'avait pas de râteau. Quatorze d'entre eux ont vu leurs ailerons stabilisateurs retirés (ou non installés en premier lieu) et l'espace utilisé pour le mazout supplémentaire.
Le Hunt type III (comme le type II) mesure 80,54 m de longueur entre perpendiculaires et 85,34 m de longueur hors-tout. Le Maître-bau du navire mesure 9,60 m et le tirant d'eau est de 3,51 m. Le déplacement est de 1 070 t standard et de 1 510 t à pleine charge.
Deux chaudières Admiralty produisant de la vapeur à 2 100 kPa et à 327 °C alimentent des turbines à vapeur à engrenages simples Parsons qui entraînent deux arbres d'hélices, générant 19 000 chevaux (14 000 kW) à 380 tr/min. Cela donné une vitesse de 27 nœuds (50 km/h) au navire. 281 t de carburant sont transportés, ce qui donne un rayon d'action nominale de 2 560 milles marins (4 740 km) (bien qu'en service, son rayon d'action tombe à 1 550 milles marins (2 870 km)).
L'armement principal du navire est de quatre canons de 4 pouces QF Mk XVI (102 mm) à double usage (anti-navire et anti-aérien) sur trois supports doubles, avec un support avant et deux arrière. Un armement antiaérien rapproché supplémentaire est fourni par une monture avec des canons quadruple de 2 livres "pom-pom" MK.VII et trois  canons Oerlikon de 20 mm Mk. III montés dans les ailes du pont,. Jusqu'à 110 charges de profondeur pouvaient être transportées , avec deux goulottes de charge en profondeur et quatre lanceurs de charge en profondeur constituent l'armement anti-sous-marin du navire. Le radar de type 291 et de type 285 sont installés, de même qu'une sonar de type 128,. Le navire avait un effectif de 168 officiers et hommes,.

## Histoire

### Seconde guerre mondiale

#### 1943
Après des essais d'acceptation et sa mise en service, le Eggesford se rend à Tobermory, de l'Île de Mull, en Écosse, pour continuer à être équipé, avant d’être envoyé opérer en Méditerranée.
Le 16 mars, il rejoint les destroyers Badsworth (L03), HMS Douglas, Goathland (L27) et Whaddon (L45), le destroyer polonais ORP Krakowiak, les sloop Woodpecker (U08) et Wren (U28) dans le cadre de l'escorte du convoi WS28 vers l'océan Indien et le convoi KMF11 en Méditerranée. Les deux convois se séparent le 21 mars, lorsque les destroyers Malcolm (D19), Witch (D89), Quadrant (D17) et Wolverine (D78) continuent à escorter le convoi WS28 à Freetown, en Sierra Leone, tandis que le Eggesford et le convoi KMF11 se rendent à Gibraltar.
Le 22 mars, le Eggesford se rend à Malte et a rejoint la 60e Division de destroyers, pour des missions de patrouilles et des fonctions d’escorte de convoi dans le centre et l'Ouest de la Méditerranée en appui des campagnes de l'Afrique du Nord. Le navire participé au blocus du Cap Bon en Tunisie pour empêcher l'évacuation des forces de l'Axe dans le cadre de l'opération Retribution.
En juin, le Eggesford participe à l'opération Husky, le débarquement allié en Sicile, en Italie. Il rejoint le Escort Group W (groupe d’escorte W) de la Support Force East (Force de soutien de l’Est) pendant les débarquements, et quitté Sfax en Tunisie le 7 juillet pour l'escorte du convoi militaire SBS1 vers la zone d'assaut. Il se détache du convoi SBS1 en Sicile trois jours plus tard, continuant à rester hors de la plage pour fournir des tirs navals, des patrouilles et un soutien pour l'opération,,.
En août, le Eggesford est mobilisé pour participer à l'opération Avalanche, l'invasion alliée de Salerne, en Italie. il escorte des convois de troupes et de matériels pour les forces de débarquement en vue de l'opération, et le 9 septembre, il est organisé avec le Escort Group (Groupe d’escorte) pour protéger les navires de transport de troupes. Le 16 septembre, il tire des coups de canon pour des débarquements amphibies et pour la défense aérienne, puis patrouille contre des torpilleurs allemands Schnellboote,,.
Une fois l'opération terminée, le Eggesford retourne aux fonctions d’escorte et de patrouille de convois dans le centre de la Méditerranée, tout en soutenant les opérations militaires sur la côte ouest de la péninsule italienne.

#### 1944
Le Eggesford est révisé à Malte le 7 janvier 1944 avant d’être temporairement transféré sous la direction de combat de l'US Navy en préparation de l'opération Dragoon, le débarquement allié dans le sud de la France. il est transféré à la 5e Flottille de destroyers, basée à Malte en août, puis à Naples, en Italie
Le 13 août, il est rejoint par les destroyers Aldenham (L22), Blackmore (L43), Beaufort (L14), Belvoir (L32), Whaddon (L45), Lauderdale (L95) et le destroyer grec Pindos (L65) pour protéger le convoi militaire américain SM2, arrivant sur la zone d’assaute deux jours plus tard. Après avoir terminé l'opération, il retourne sous commandement de la Royal Navy et reprend ses opérations avec la 5e Flottille de destroyers,.
En septembre, le Eggesford est stationné dans la mer Adriatique pour escorter les convois et assisté les opérations militaires sur terre sur la côte yougoslave et pour intercepter les navires de fournitures ennemies. Le 7 novembre, il bombarde les torpilleurs allemands Schnellboote ennemis sur l'île de Lošinj, en Croatie, et à Bar au Monténégro.
Le 12 décembre, alors que la résistance des Forces de l'Axe en Méditerranée diminue de façon spectaculaire, le navire est rappelé en Grande-Bretagne pour renforcer le contrôle des convois côtiers dans la Manche et la mer du Nord,.

#### 1945
Le Eggesford est nommé pour servir dans la 18e Flottille de destroyers dans la Eastern Fleet, mais est détaché dans la 21e Flottille de destroyers basée à Sheerness. À ce moment-là, l’ennemi intensifie la destruction des convois côtiers alliés dans la Manche et la mer du Nord par des U-Boote équipés de schnorkel. Les convois des États-Unis de l’autre côté de l’Atlantique pour se rendre dans les ports de la côte Est traversent maintenant la Manche, un voyage plus proche et plus rapide parce que la menace posée par les avions ennemis basés en France est supprimée,,,.
Après la capitulation du Troisième Reich, mettant fin au conflit en Europe, le Eggesford quitte la 21e Flottille de destroyerset se prépare à opérer en Extrême-Orient. Il traverse la Méditerranée en direction de Trincomalee à Ceylan. Cependant, il arrive à Ceylan après la reddition du Japon le 8 août et n'est pas déployé en opérations, la seconde guerre mondiale étant fini,,.

### Après-guerre
Le Eggesford reste à Ceylan jusqu’en octobre 1945, date à laquelle il retourne au Royaume-Uni et rejoint la Rosyth Training Flotilla (flottille d’entraînement de Rosyth).
Le Eggesford est déclassé et réduit au statut de réserve à Portsmouth le 25 novembre 1946, puis réorganisé comme frégate en 1947, et transféré à Penarth en 1952.
Selon l’accord conclu avec le gouvernement de la République fédérale d’Allemagne le 5 janvier 1956, le Eggesford fait partie des sept frégates (avec le Oakley (L98), le Albrighton (L12), le Actaeon (U07), le Hart (U58), le Flamingo (L18) et le Mermaid (U30)) transférées à la Bundesmarine (marine allemande fédérale) nouvellement formée le 11 novembre 1957. Il est réaménagé à Liverpool au quai de Pembroke avant d’être mis en service dans la marine ouest-allemande sous le nom de Brommy (F218) le 14 mai 1959.
Le Brommy sert comme navire d’entraînement d’armes pour la marine allemande. Il a été modifié par 2 fois par les chantiers Palmers à Hebburn de la compagnie Vickers-Armstrong en 1962 et 1963.
Le navire cesse ses opérations en 1965 et est utilisé comme cible de formation, avant d’être démantelé à Wilhelmshaven en 1979.

### Honneurs de bataille
- SICILY 1943
- SALERNO 1943
- ADRIATIC 1944
- SOUTH FRANCE 1944

### Commandement
- Lieutenant Commander (Lt.Cdr.) Derek William Austin (RN) du 4 décembre 1942 au 25 novembre 1943
- Lieutenant (Lt.) George Hammond Evans (RN) du 25 novembre 1943 au 8 février 1946